# Pasites maculatus
Pasites maculatus là một loài Hymenoptera trong họ Apidae. Loài này được Jurine mô tả khoa học năm 1807.